# اورئه
اورئه (به لاتین: Oreh) یک منطقهٔ مسکونی در بلغارستان است که در شهرستان کروموفگراد واقع شده‌است.